# بي بي أف (شركة)
مجموعة بي بي أف (أن. في.) هي مجموعة مالية واستثمارية دولية مملوكة للقطاع الخاص تأسست عام 1991 في تشيكوسلوفاكيا وتقيم في هولندا . تستثمر مجموعة بي بي أف في قطاعات سوق متعددة مثل الخدمات المالية والاتصالات والتكنولوجيا الحيوية والعقارات والهندسة الميكانيكية. تمتد مجموعة بي بي أف من أوروبا إلى أمريكا الشمالية وعبر آسيا. وهي نشطة في جمهورية التشيك وسلوفاكيا وصربيا والمجر والجبل الأسود وهولندا وبلغاريا وكرواتيا وبولندا ورومانيا وسلوفينيا وروسيا وكازاخستان وفنلندا وألمانيا والهند وإندونيسيا وفيتنام والفلبين والصين وفرنسا والمملكة المتحدة والولايات المتحدة . يُقدر أيضًا أن المؤسس والمساهم الأكبر ، بيتر كيلنر (98.93٪) ، هو أغنى شخص في جمهورية التشيك حتى وفاته في مارس 2021 ،   وفقًا لمجلة فوربس.  المساهمان الآخران ، لاديسلاف بارتونيك و جان باسكال دوفيوسارت ، يمتلك كل منهما 0.535٪ من الأسهم.
اعتبارًا من 31 ديسمبر 2019 ، بلغت أصول مجموعة بي بي أف 48.6 مليار يورو .  

## روابط خارجية
- الموقع الرسمي لـ PPF